# Faucaria
Faucaria es un género de plantas suculentas oriundo de la provincia de El Cabo (Sudáfrica).

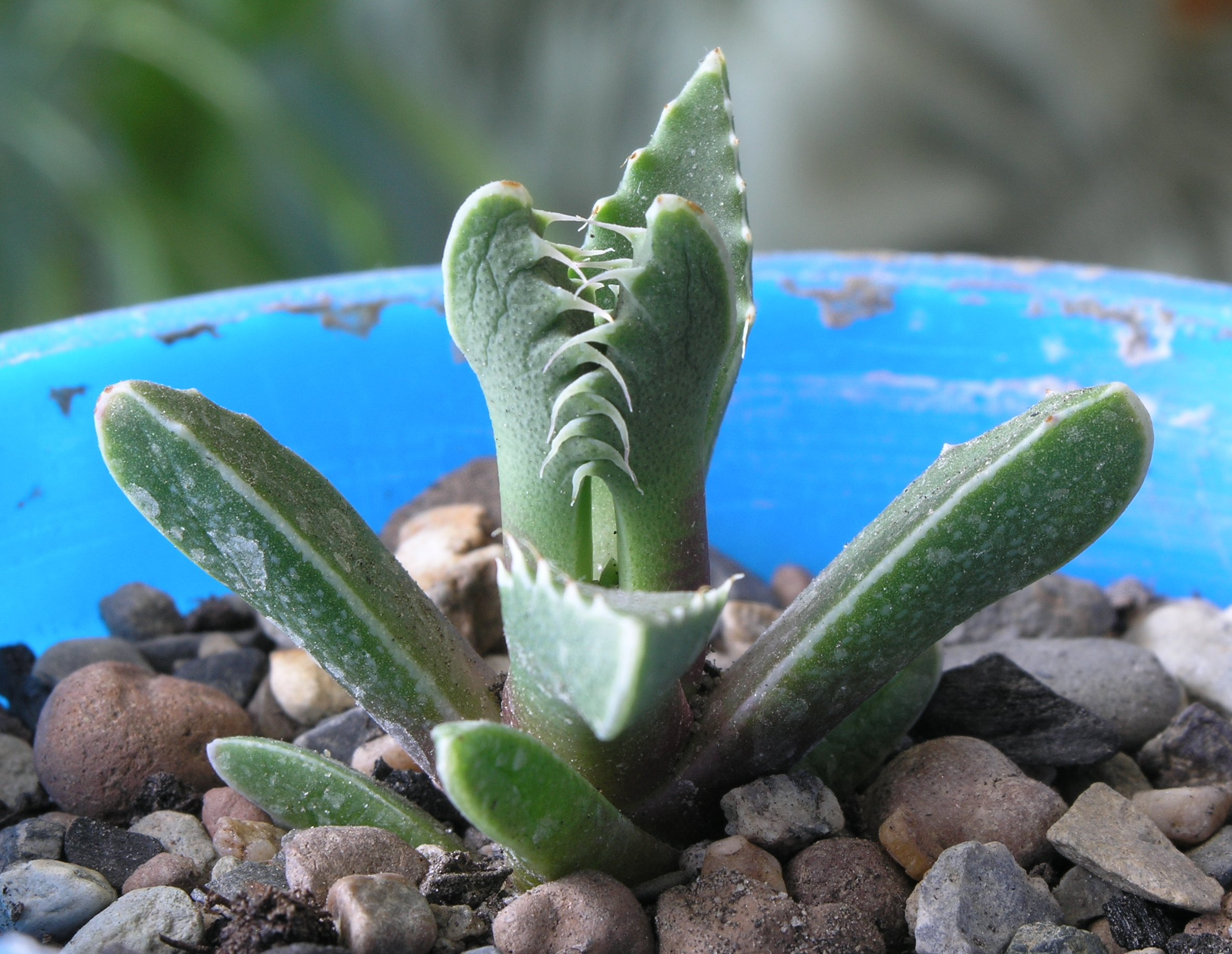
Faucaria tigrina

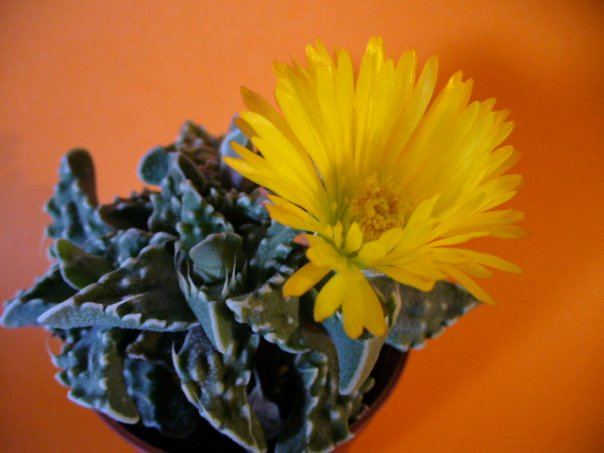
Faucaria sp

## Descripción
Forman densas agrupaciones de plantas que no sobrepasan los 10-15 cm de altura.
Crecen en forma de roseta sobre un corto tallo de raíces carnosas. Cada roseta está compuesta por entre 6 u 8 hojas decusadas y gruesas, casi semicilíndricas en la zona basal tendiendo a convertirse en aquilladas hacia la mitad, son de forma romboidal o entre espatulada y algo alargada a lanceolada, en los márgenes poseen unos aguijones cartilaginosos muy curvados hacia el interior y frecuentemente con aristas. Su tamaño, dependiendo de la especie, oscila entre los 2 a 4 cm de largo y 1,5 a 2,5 cm de ancho. El color varía entre verde oscuro a verde grisáceo con puntos blancos repartido por toda la superficie. 
 Las flores amarillas o amarillo doradas, nacen solitarias o en parejas, son sésiles de unos 3 a 5 cm de diámetro y surgen del centro de cada roseta.
 La floración se da en otoño, en ejemplares de dos años o incluso más jóvenes.

## Taxonomía
El género fue descrito por Martin Heinrich Gustav Schwantes y publicado en Zeitschrift für Sukkulentenkunde. Berlin 2: 177. 1926.
Etimología
Faucaria: nombre genérico que deriva de la palabra fauces = "boca" en alusión al aspecto de boca que tienen las hojas de la planta.

## Especies aceptadas
A continuación se brinda un listado de las especies del género Faucaria aceptadas hasta julio de 2011, ordenadas alfabéticamente. Para cada una se indica el nombre binomial seguido del autor, abreviado según las convenciones y usos, y la publicación válida.
- Faucaria bosscheana (A.Berger) Schwantes
- Faucaria felina (L.) Schwantes
- Faucaria gratiae L.Bolus
- Faucaria nemorosa L.Bolus ex L.E.Groen
- Faucaria subintegra L.Bolus
- Faucaria tigrina (Haw.) Schwantes